# Pischelsdorf in der Steiermark
Pischelsdorf in der Steiermark település Ausztriában, Stájerország tartományban, a Weizi járásban. 2015 óta Pischelsdorf am Kulm része. Tengerszint feletti magassága 378 méter, területe 17,31 km². Lakosainak száma 2556 fő.